# Parafia Narodzenia Najświętszej Maryi Panny w Dobrkowie
Parafia Narodzenia Najświętszej Maryi Panny w Dobrkowie – parafia rzymskokatolicka, znajdująca się w diecezji tarnowskiej, w dekanacie Pilzno.